# Apiterapia
Ten artykuł opisuje teorie, metody lub czynności niezgodne ze współczesną wiedzą medyczną.

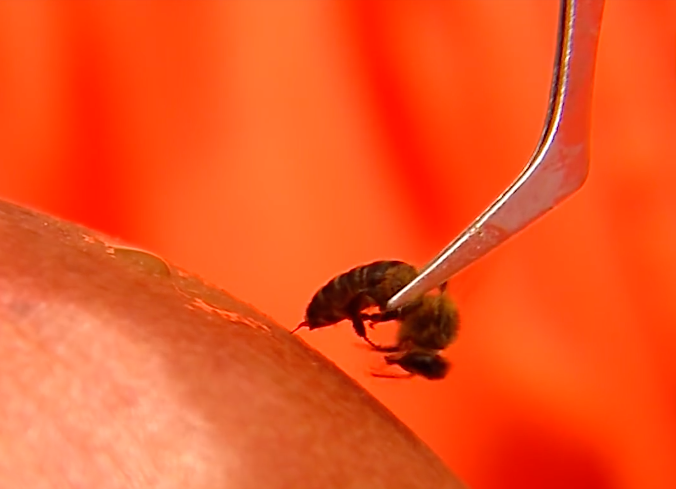
Apiterapia, podawanie jadu pszczelego

Apiterapia – zbiór metod zaliczanych do medycyny naturalnej, wykorzystujący produkty pszczele, takie jak miód, kit pszczeli (zwany propolisem), pierzga, mleczko pszczele oraz jad pszczeli. Zakres wskazań terapeutycznych podawany przez zwolenników apiterapii jest bardzo szeroki, jednak w ramach badań klinicznych jej skuteczność została udowodniona jedynie w ograniczonym zakresie. Ze szczególną ostrożnością należy podchodzić zwłaszcza do stosowania apiterapii w leczeniu nowotworów, gdyż pomimo licznych badań, skuteczność tej metody nie została w tym przypadku potwierdzona klinicznie. Apiterapia zaliczana jest do ziołolecznictwa (pomimo iż nie są to produkty roślinne tylko wydzieliny zwierzęce) lub szerzej do naturopatii. Jednym z niewielu lub jedynym krajem, gdzie jest uznana za terapię medyczną jest Rosja (gdzie zaliczana jest do praktyk tradycyjnych). W apiterapii dopuszczone są również produkty os i ich jad. W promocji apiterapii, pomimo naukowo ograniczonego potwierdzonego jej działania, używa się technik pseudonaukowych jak np. nieobiektywny wybór artykułów i badań, powoływanie się na badania wstępne lub artykuły z nienaukowych publikacji oraz czasopism na pograniczu nauki - jako dowody uznane przez medycynę opartą na faktach, straszenie medycyną konwencjonalną, uznawanie działania homeopatycznego, propagowanie fałszywych informacji na temat odporności pszczelarzy i ludzi spożywających produkty pszczele na Covid-19 czy pozamerytoryczne odwołanie do natury.

## Historia
Apiterapia, rozumiana jako stosowanie preparatów pszczelich jako preparatów terapeutycznych, wywodzi się z terenów dzisiejszej Rosji lub ze starożytnych Chin lub Korei. Równocześnie zastosowanie niektórych produktów pszczelich jako kosmetyków, preparatów ułatwiających gojenie ran znane było w starożytnym Egipcie i później w starożytnej Grecji (w czasach Hipokratesa lub Galena). W latach późniejszych znaczenie tej metody spadło ze względu na ryzyko działań niepożądanych (z wyjątkiem terenów dzisiejszej Rosji). Apiterapia została odkryta ponownie w 1888 roku przez austriackiego lekarza Philippa Terča, który prowadził badania nad zastosowaniem jadu pszczelego w leczeniu reumatyzmu. 

## Stosowane produkty
- miód – Posiada właściwości bakteriostatyczne i może być stosowany jako preparat wspomagający gojenie ran[12]. Pozytywne wyniki uzyskano również w przypadku leczenia kaszlu nocnego miodem[13][14]. Mimo braku potwierdzenia w badaniach naukowych zwolennicy postulują korzystne działanie miodu na układu krążenia, układu oddechowy, układu pokarmowy, układu moczowy, a także jako lek leczący z hemoroidów oraz schorzeń ginekologicznych[15];
- propolis (kit pszczeli) – stosowany w leczeniu czyraków i odleżyn, chorób alergicznych i reumatycznych, uszu, oczu oraz układu krążenia[16];
- pierzga – jej właściwości lecznicze nie zostały potwierdzone w badaniach, jednak zwolennicy apiterapii zalecają jej stosowanie w przypadku chorób żołądka, jelit, wątroby, prostaty, układu krwiotwórczego oraz schorzeń psychicznych[17];
- mleczko pszczele – jego właściwości lecznicze nie zostały potwierdzone w badaniach, jednak zwolennicy wykazują działanie lecznicze lub wspomagające leczenie w przypadku chorób układu krążenia, układu pokarmowego, skóry, błon śluzowych, oczu, zaburzeń przemiany materii, chorób narządu ruchu i wieku starczego[18];
- jad pszczeli – przez praktyków naturoterapii bywa stosowany w leczeniu chorób reumatycznych, choć istnieją ograniczone poświadczenia na jego skuteczność w porównaniu z lekami uznanymi w medycynie opartej na faktach[19], a także objawów alergicznych i blizn pooperacyjnych[20]. W przypadku niektórych dolegliwości (bóle reumatyczne, zapalenie stawów) mechanizm działania jadu pszczelego został poznany, jednak metoda ta nie jest uznawana za metodę medyczną (z wyjątkiem Rosji) z powodu dużego ryzyka powikłań przy jej stosowaniu[21].

## Ryzyko
Miód jest ogólnie bezpieczny, gdy jest spożywany w typowych ilościach, ale może potencjalnie powodować różne działania niepożądane w połączeniu z nadmiernym spożyciem, lub w interakcjach z istniejącymi stanami chorobowymi lub zażywanymi lekami (miód nie jest lekiem według polskiego prawa). Wśród niekorzystnych objawów mogą znajdować się łagodne reakcje na wysokie spożycie, takie jak niepokój, bezsenność lub nadpobudliwość u około 10% dzieci, zgodnie z jednym z badań. Jednak w innym badaniu nie stwierdzono objawów niepokoju, bezsenności lub nadpobudliwości przy spożyciu miodu w porównaniu z placebo. Spożycie miodu może także wchodzić w niekorzystne interakcje z istniejącymi alergiami, wysokim poziomem krwi (jak w cukrzycy) lub lekami przeciwzakrzepowymi stosowanymi do kontroli krwawienia, wśród innych stanów klinicznych.
Małe dzieci są narażone na ryzyko związane z obecnością zarodników jadu kiełbasianego w miodzie. Osoby z osłabionym układem odpornościowym mogą być narażone na ryzyko zakażenia bakteryjnego lub grzybiczego po spożyciu miodu.
Spożycie pyłku pszczelego, reklamowanego jako lek na alergie, może spowodować niewydolność nerek oraz zagrażającą życiu anafilaksję.
Terapia jadem pszczelim wiąże się również z poważnym ryzykiem: około 2% ludzi jest uczulonych na użądlenia pszczół i może cierpieć z powodu reakcji alergicznej i wstrząsu anafilaktycznego. Udokumentowano już kilka przypadków, w których wstrząs anafilaktyczny wywołany bezpośrednio apiterapią doprowadził do śmierci pacjenta.